# Rue Marceau (Saint-Ouen-sur-Seine)
La rue Marceau est une voie publique de Saint-Ouen-sur-Seine, dans le département de la Seine-Saint-Denis.

## Situation et accès
Sa seule intersection est avec le passage Marceau. Ces deux voies de communication commencent dans la ville de Paris.

## Historique

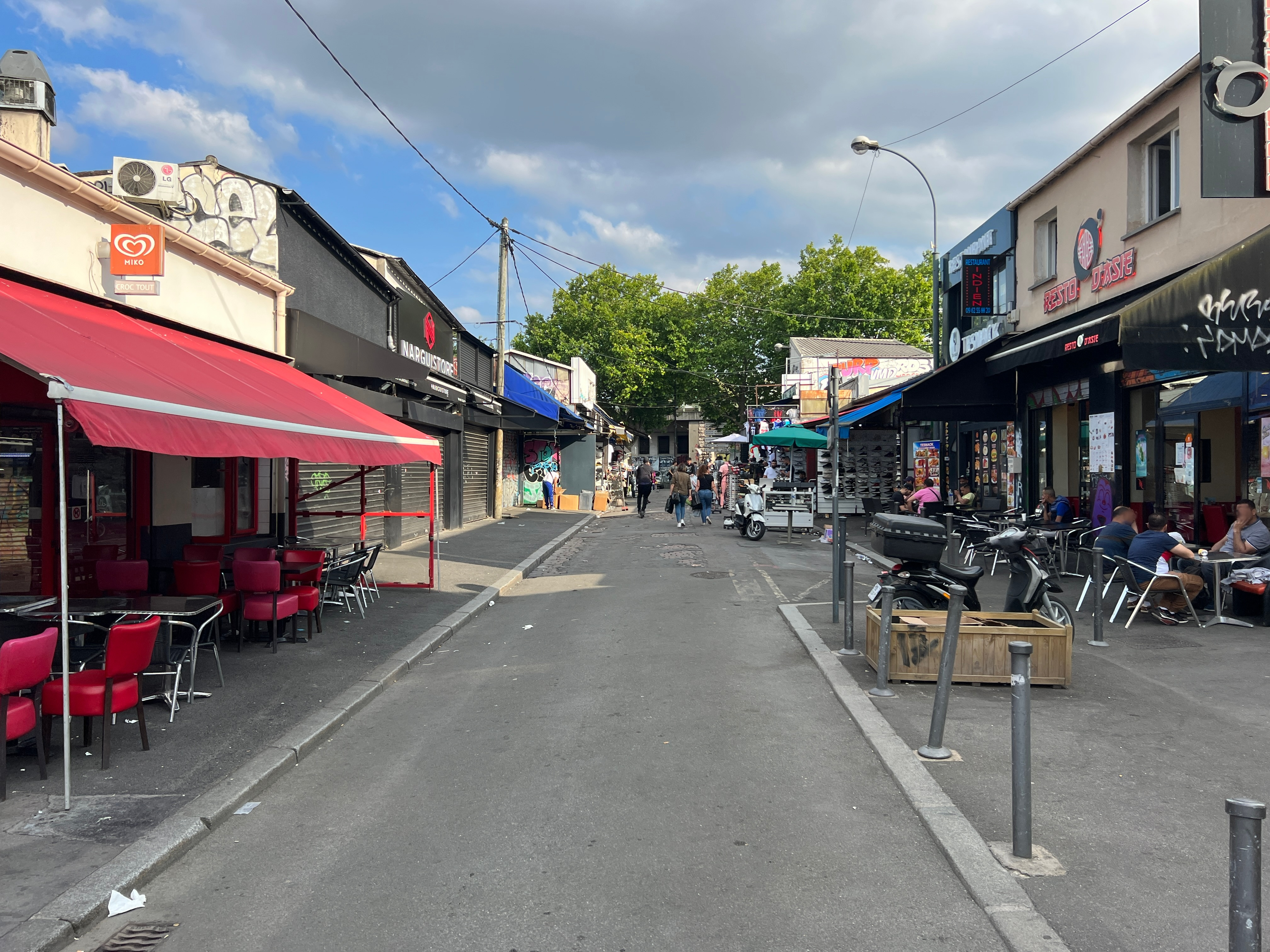
La rue en juin 2022.

La rue et le passage Marceau se formèrent lorsque dans les années 1920, la ville de Paris récupéra les terrains militaires de la Zone où étaient installés de nombreux chiffoniers. Ceux-ci se regroupèrent alors plus loin, sur la commune de Saint-Ouen.

## Bâtiments remarquables et lieux de mémoire

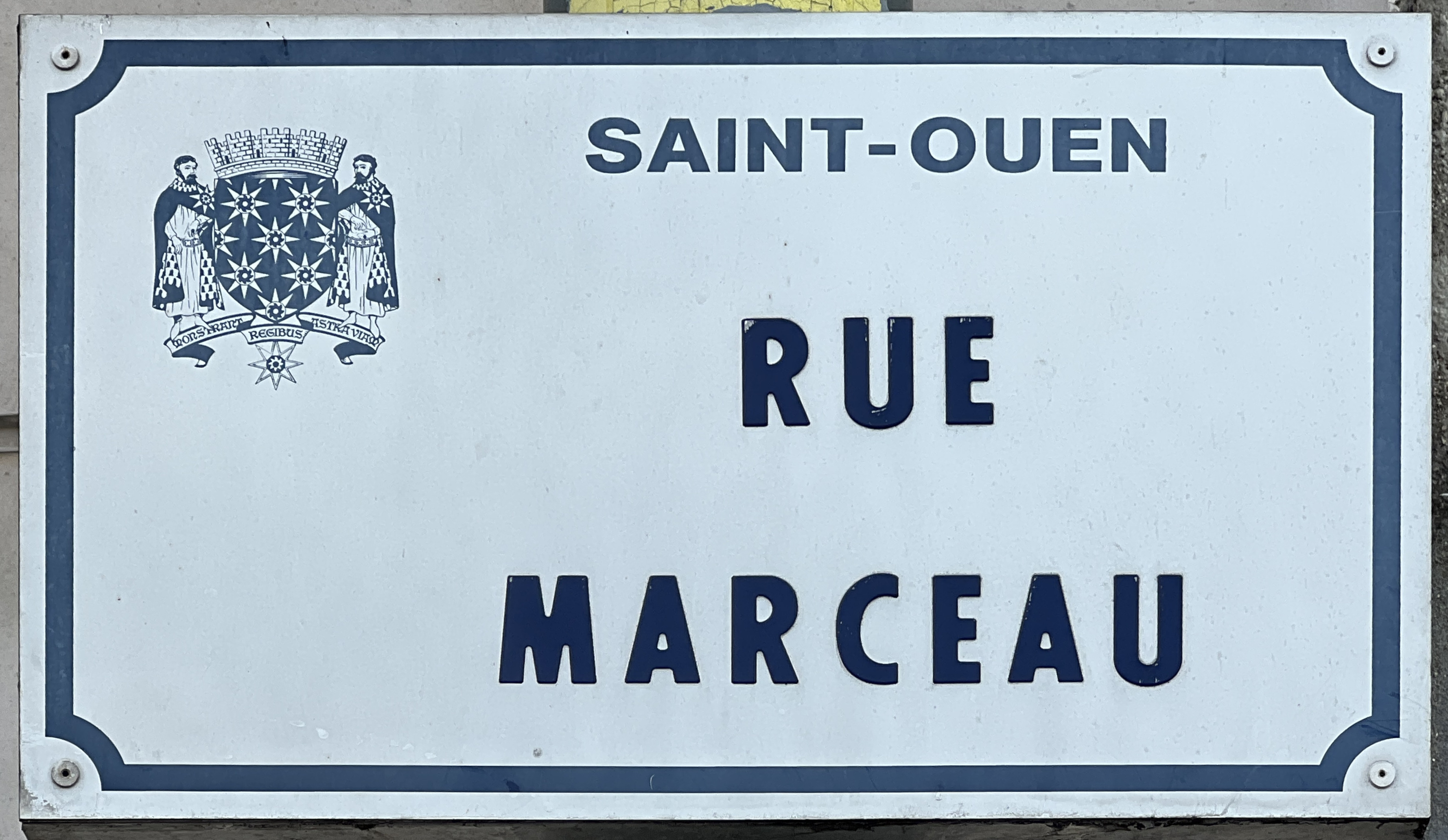
Plaque Rue Marceau.

La rue Marceau se trouve au cœur du marché aux puces de Saint-Ouen, dans le marché Malassis. Le passage Marceau, avec ses échoppes en bois, est encore un exemple de l'aspect que devaient avoir les puces à la fin du XIXe siècle. Dans les années 1980 s'y trouvaient encore de nombreux magasins de surplus militaire. Il n'a pas totalement rompu avec son ancienne tradition de marché gris en étant sporadiquement la cible de contrôles de la répression des fraudes.